# Chilotone
L'Equivalente in TNT è un metodo per quantificare l'energia rilasciata nelle esplosioni. Il ton o tonnellata di TNT è un'unità di misura dell'energia pari a 4,184 gigajoule, che è all'incirca la quantità di energia liberata nella detonazione di una tonnellata di tritolo. Il chilotone (1000 ton = 1 kton) è conseguentemente pari a 4184 gigajoule (o 4,184 terajoule) e il megatone (1000 kton = 1 Mton) pari a 4184 terajoule (o 4,184 petajoule).

## Descrizione
Il kiloton e il megaton sono stati tradizionalmente utilizzati per valutare il rendimento energetico, e quindi il potere distruttivo, delle armi nucleari. Questa unità è referenziata in vari trattati sul controllo degli armamenti nucleari, e rende il senso della distruttività degli esplosivi nucleari rispetto a quelli convenzionali, come il TNT. 
Più di recente, il ton è stato anche usato per descrivere l'energia rilasciata in altri eventi altamente distruttivi, come impatti di asteroidi. Tuttavia il TNT non è il più energetico degli esplosivi convenzionali. La dinamite, per esempio, ha una densità di energia di oltre il 60% superiore (circa 7,5 MJ/kg, rispetto al 4,7 MJ/kg per il TNT).
Un kg (1 000 g) di TNT rilascia 980 000-1 100 000 calorie al momento dell'esplosione. Per poter definire il ton come unità di misura, questa energia è stata arbitrariamente standardizzata ponendo per convenzione 1 000 calorie termochimiche = 1 grammo di TNT = 4 186,8 J (esattamente).
L'energia dell'esplosione è di norma calcolata utilizzando l'energia termodinamica della detonazione, che per il TNT è stata accuratamente misurata a 1 120 cal/g da un gran numero di esperimenti aerei e calcolata teoricamente a 1 160 cal/g. 
La quantità di TNT corrispondente alla potenza di un kiloton può essere visualizzata come un cubo di 8,5 metri di lato.
Il chilotone rappresenta un'unità di misura della sola energia meccanica dell'esplosione e non comprende gli altri effetti collaterali, come ad esempio l'emissione di radiazioni.

## Esempi
- Una tipica bomba d'aereo trasporta 250 kg di alto esplosivo (0,00025 kt).
- L'esplosione avvenuta nel porto di Halifax il 6 dicembre 1917 aveva una potenza di poco inferiore a 3 kt.
- La bomba atomica di Nagasaki aveva una potenza compresa tra 10 e 30 kt.
- La bomba termonucleare Castle Bravo, detonata sull'atollo di Bikini il primo marzo 1954, aveva una potenza di circa 15.000 kt (15 megatoni).
- La bomba termonucleare Grapple Y, detonata sull'isola Christmas il 28 aprile 1958, aveva una potenza di circa 3.000 kt (3 megatoni).
- La potenza delle armi nucleari statunitensi stanziate in Europa nell'aprile del 2005 varia da 0,3 kt a 270 kt per ciascuna testata.
- Il meteorite che si è disintegrato nei cieli di Čeljabinsk (Russia) il 15 febbraio 2013 ha sviluppato una potenza di circa 440 chilotoni.
- il più potente ordigno termonucleare mai esploso, la Bomba Zar, detonata sulla baia di Mitjušicha il 30 ottobre 1961, aveva una potenza di 100.000 kt (100 megatoni) ma fu testata a carica dimezzata (50 megatoni) per "motivi di sicurezza"; anni dopo Robert McNamara, Segretario alla Difesa degli Stati Uniti durante le amministrazioni Kennedy e Johnson dichiarò che anche gli americani avevano testato una bomba termonucleare della stessa potenza.

## Accordi internazionali
Sebbene non vi siano accordi internazionali sulla limitazione tout court della potenza delle armi nucleari, ma solo sul loro numero, esiste un accordo (TTBT, Threshold Test Ban Treaty), negoziato tra USA e URSS nel luglio 1974 che limita la potenza dei test nucleari sotterranei a 152 kt.